# Bannkreis (Band)
Bannkreis war eine 2017 gegründete Band aus Potsdam. Vier der fünf Gründungsmitglieder waren zum Gründungszeitpunkt zugleich Mitglieder der kommerziell erfolgreichen Folk-Metal-Band Subway to Sally. Die Band widmet sich einem akustischen Stil mit starken Folk-Einflüssen, wie ihn Subway to Sally hauptsächlich in der zweiten Hälfte der 1990er Jahre betrieb. In dieser Zeit veröffentlichte Subway to Sally auch ein Album namens Bannkreis.

## Geschichte
Die blinde Multiinstrumentalistin Johanna Krins und der Subway-to-Sally-Frontmann Eric Fish lernten sich 2012 auf einem Konzert kennen und begannen bald darauf, miteinander zu musizieren. Fishs Bandmitglieder stießen im Laufe der Zeit hinzu. Bodenski schreibt einen Großteil der Texte.
Die erste kommerzielle Veröffentlichung war im Oktober 2017: Im Auge des Sturms, das vierte Studioalbum der Folkrock-Band Santiano, beinhaltete das Bannkreis-Feature Doch ich weiß es. Das Album errang Platz eins der deutschen Charts.
Die ersten Auftritte bei Festivals fanden im Sommer 2018 statt, zunächst auf der Kieler Woche und dann auf dem Wacken Open Air.
Die erste Single, Lebewohl, wurde am 9. Februar 2018 mit einem Musikvideo veröffentlicht und stand als Download und für Streaming-Dienste bereit. Das Debütalbum Sakrament erschien am 16. März 2018. Die dazugehörige Deutschland-Tour wurde aufgrund von schlechten Vorverkaufszahlen abgesagt.
Am 28. Oktober 2019 gab die Band über Facebook die Auflösung bekannt.

## Diskografie
Studioalben
- 2018: Sakrament (Airforce1 Records)

Gastbeiträge
- 2017: Doch ich weiß es (Interpret: Santiano & Bannkreis, erschienen auf dem Santiano-Album Im Auge des Sturms)

## Musikvideos
- 2018: Lebewohl